# Theodor Mommsen
Christian Matthias Theodor Mommsen (født 30. november 1817, død 1. november 1903) var en dansk-tysk klassicist og historiker, der ofte betragtes som 1800-tallets største klassicist. Hans arbejder om romersk historie er stadig af stor betydning.
Mommsen tilbragte sine første år inden for grænserne af det danske monarki. Han blev født i Garding i Slesvig, voksede op i Oldesloe og gik i skole i Altona. Han studerede herefter retsvidenskab i Kiel 1838-1843.
Ved dansk statsstøtte fik han mulighed for at besøge Frankrig og Italien, hvor han studerede antikkens historie. I revolutionsåret 1848 var Mommsen korrespondent i Rendsborg for Schleswig-Holsteinische Zeitung, og samme år blev han professor i jura ved universitetet i Leipzig. Pga. sine liberale politiske holdninger måtte han opgive professoratet i 1851, men allerede 1852 blev han han professor i romerret ved universitetet i Zürich og i 1854 ved universitetet i Breslau.
I 1858 blev Mommsen ansat ved Preußische Akademie der Wissenschaften (det preussiske videnskabsakademi) i Berlin, og i 1861 blev han professor i romersk historie ved universitetet her. Han fortsatte med at holde forelæsninger til 1887.
Mommsen modtog flere hædersbevisninger for sit arbejde. I 1868 modtog han således medaljen Pour le Mérite og i 1902 Nobelprisen i litteratur for hovedværket Römische Geschichte fra 1854-1856. Han blev også æresborger i Rom.
10. september 1854 blev Mommsen gift med Marie Auguste Reimer (1832-1907) – datter af redaktør Karl Reimer fra Leipzig. De fik 16 børn, hvoraf nogle døde i en meget ung alder. Barnebarnet Wilhelm Mommsen (1892-1966) blev selv historiker og hans sønner, tvillingerne Hans (født 1930) og Wolfgang Mommsen (1930-2004), blev betydningsfulde tyske historikere. Et andet barnebarn af Theodor Mommsen, Wolfgang A. Mommsen (1907-1986), blev arkivar, mens et tredje, Theodor Ernst Mommsen (1905-1958), blev middelalderhistoriker.

## Litterære arbejder
Foruden Römische Geschichte (tre bind, 1854-1856) må værket Römisches Staatsrecht (fem (fire) bind, 1871-1888) nævnes som de vigtigste værker i Mommsens store litterære produktion. Fremstillingen af den romerske statsret var i mange år hovedværket om emnet og først mange år efter Mommsens død begyndte svagheden i værkets betragtning af statsretten som konstant og styrende at stå klart.
En pudsighed ved værket Römische Geschichte er, at et planlagt fjerde bind aldrig udkom, men et femte bind – som jo egentlig kun var det fjerde – om de romerske provinser udkom i 1885.
I 1980 fandt den tyske antikhistoriker Alexander Demandt, i en tysk antikvarboghandel, manuskriptet til en romersk kejserhistorie af Mommsen, i form af en studerendes forelæsningsnotehæfte. Værket blev udgivet med titlen Römische Kaisergeschichte i 1992 (engelsk oversættelse 1996).

## Galleri
- Theodor Mommsen 1881.
- Theodor Mommsen ~1870.